# Hans Kupelwieser

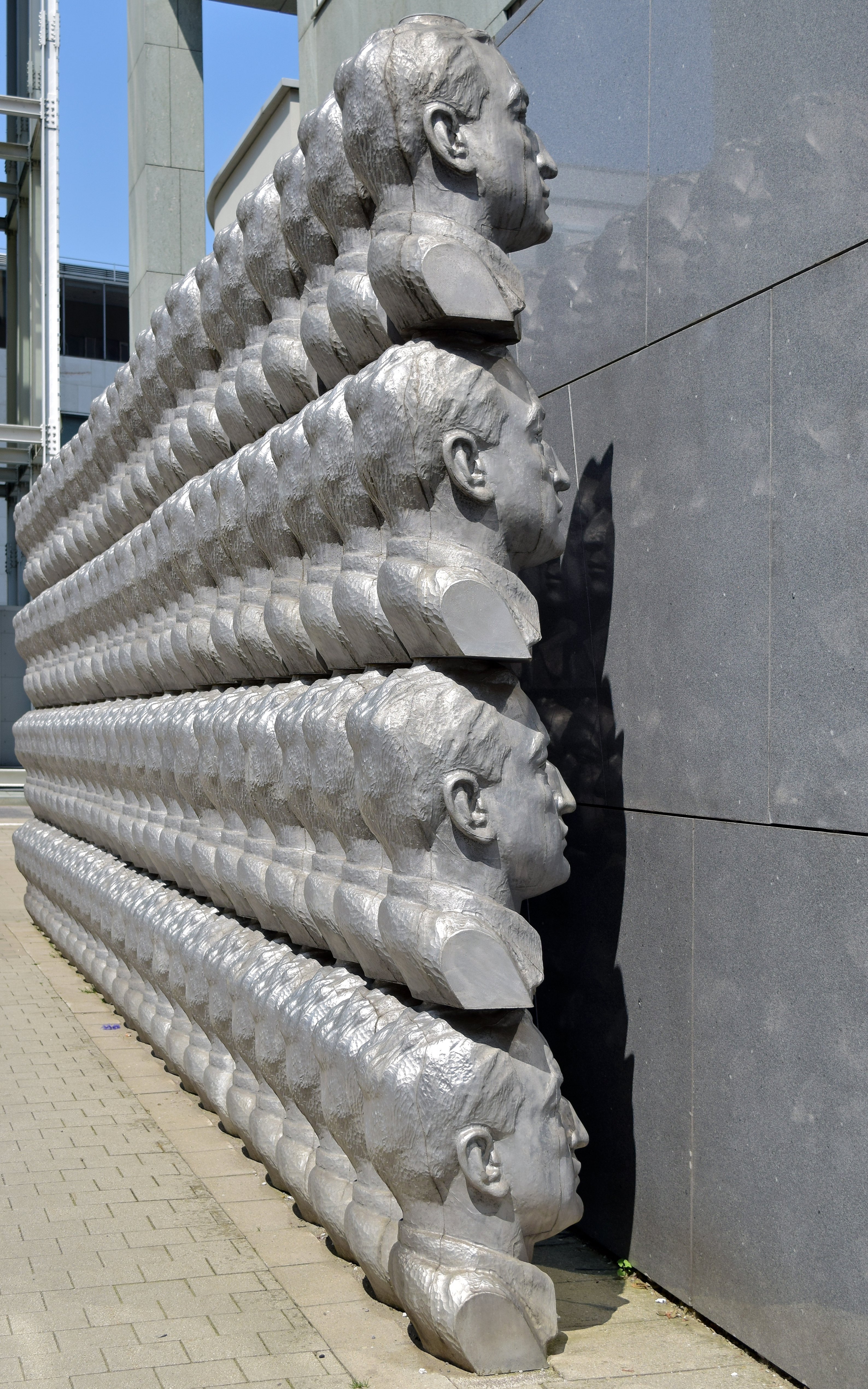
Installation Hohlkopfwand im Landhausviertel St. Pölten

Hans Kupelwieser (* 8. April 1948 in Lunz am See, Niederösterreich) ist österreichischer Bildhauer, Grafiker, Fotograf und Medienkünstler.

## Leben
Kupelwieser, der in Mödling das Bundesgymnasium und Bundesrealgymnasium Keimgasse besuchte und 1968 maturierte, lebt in Graz und Wien und unterrichtet an der Technischen Universität Graz am Institut für Zeitgenössische Kunst das Fach Plastische Gestaltung.
Seinen Skulpturenbegriff entwickelte Kupelwieser während der Studienzeit (Universität für angewandte Kunst Wien) unter dem Einfluss von Bazon Brock und Peter Weibel. „Ein Charakteristikum seiner Arbeiten definiert sich ausgehend von seinem multiplen Denkansatz in der Verwendung unterschiedlichster Materialien, Medien und Funktionen.“ Anfang der 1990er Jahre arbeitet Hans Kupelwieser an „pneumatischen Skulpturen“, die er Gonflables nennt.

„Ich forciere die Beziehungen und Wechselwirkungen und demonstriere, dass es für alle Objekte unterschiedliche Erscheinungsformen – ich könnte auch sagen: unterschiedliche Aggregatzustände – gibt.“

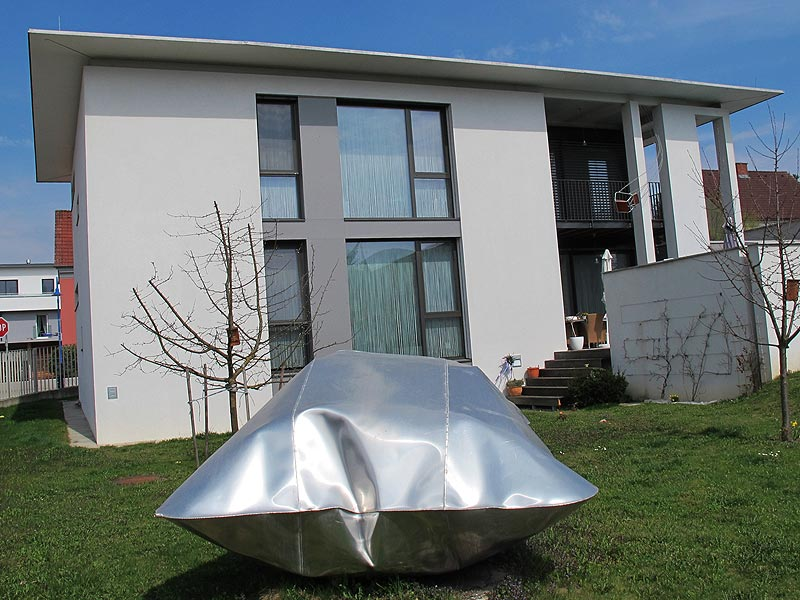
Gonflable von Hans Kupelwieser, Sammlung Wolf, Gleisdorf

2004 gestaltete Hans Kupelwieser in Wien für die VHS Hietzing eine Gedenkstele für die 1938 zerstörte Hietzinger Synagoge.

## Ausstellungen
- 2004: Postmediale Skulpturen Neue Galerie Graz[8]
- 2013: Brioni (Brijuni, Kroatien), Bootshaus, Bye-bye, Anopheles, Stereo-Fotomaterial, Familienfotos in 3D-Technik, Installation im Sommerkino.
- 2020: Hans Kupelwieser, W&K – Wienerroither & Kohlbacher, Wien.[9]
- 2022: Auftragsarbeit Deckenrelief - permanente Installation („Ohne Titel“, 2022) für den Tea Room der Heidi Horten Collection, Wien[10]

## Auszeichnungen
- 1994: Preis der Stadt Wien für Bildende Kunst
- 2008: Niederösterreichischer Kulturpreis - Würdigungspreis Medienkunst